# هتل شرایتون دالاس
هتل شرایتون دالاس یک آسمان‌خراش و هتل واقع در دالاس، تگزاس، ایالات متحده آمریکا می‌باشد که در تاریخ ۱۲ آوریل ۱۹۵۹ میلادی تأسیس شده‌است.
ارتفاع این ساختمان ۱۶۷٫۶۴ متر (۵۵۰٫۰ فوت)، تعداد طبقات آن ۴۲ و دارای ۱۸۴۰ اتاق می‌باشد.